# بيتر رالف راندال
بيتر رالف راندال (بالإنجليزية: Peter Ralph Randall)‏ هو ناشر جنوب أفريقي، ولد في 1935.